# 欧紫霞
欧紫霞（1995年9月24日—），四川乐山犍为人，中国女子曲棍球運動員，亦為中国国家女子曲棍球队成員。

## 簡歷
欧紫霞為犍为一中女曲队员，及至2008年入选中国国家少年女子曲棍球队，2012年进入四川省专业队进行训练，2015年入选国家队，曾参加2015年阿根廷世界联赛获得总决赛第四名。犍为一中的教练曾亮認為欧紫霞特别能吃苦，而且“球商”高，會用脑子来打球，思维敏捷，头脑灵活。
2016年，欧紫霞代表中国出戰巴西里约热内卢舉行的奥林匹克运动会女子曲棍球比賽。中国队最終排名小组第五位，无缘八强。
2024年，欧紫霞代表中国出战巴黎奥运会女子曲棍球比賽，最终获得银牌，平了该国该项目最佳战绩。她与举重运动员李发彬一起成为该届奥运会闭幕式中国代表团旗手。

## 个人生活
2023年，欧紫霞与武警西宁支队某中队政治指导员（上尉警衔）羊柯霖登记结婚，但由于双方工作繁忙，两地分居，直到巴黎奥运会结束才开始筹备婚礼。